# Shanghai Pudong International Airport

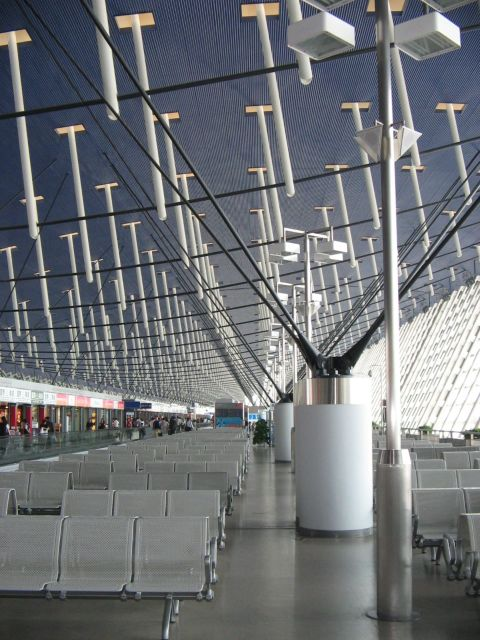

Shanghai Pudong International Airport (IATA: PVG, ICAO: ZSPD), (kinesiska: 上海浦东国际机场), är Shanghais största internationella flygplats. 2009 hade flygplatsen 31,9 miljoner passagerare vilket gör den till en av de största i Kina. Flygplatsen är byggd för att klara en kapacitet av 60 miljoner passagerare per år. Mellan flygplatsen och centrala Shanghai går tunnelbanans linje 2 samt Shanghais maglevtåg. I Shanghai finns även flygplatsen Shanghai Hongqiao International Airport, vilket mestadels har inrikes flyg.

## Tunnelbana
| Linje | Station                      |
| ----- | ---------------------------- |
| 2     | Pudong International Airport |